# Округ Фејет (Кентаки)
Округ Фејет (енгл. Fayette County) је округ у америчкој савезној држави Кентаки.

## Демографија
По попису из 2010. године број становника је 295.803, што је 35.291 (13,5%) становника више него 2000. године.
| Група             | 2000.           | 2010.           |
| Белци             | 206.174 (79,1%) | 216.072 (73,0%) |
| Афроамериканци    | 35.116 (13,5%)  | 42.972 (14,5%)  |
| Азијати           | 6.407 (2,5%)    | 9.553 (3,2%)    |
| Хиспаноамериканци | 8.561 (3,3%)    | 20.474 (6,9%)   |
| Укупно            | 260.512         | 295.803         |